# Ksilem
Ksilem je jedan od dva tipa transportnog tkiva kod vaskularnih biljki (floem je drugi). 
Riječ ksilem je izvedena iz grč. ξύλον (ksilon), sa značenjem "drvo". Najbolje poznato ksilemsko tkivo je drvo, iako je ono prisutno i kod drugih biljki.

## Opis
Ksilem, biljno vaskularno tkivo koje prenosi vodu i otopljene minerale od korijena do ostatka biljke i također pruža fizičku potporu. Ksilemsko tkivo sastoji se od niza specijaliziranih stanica koje provode vodu poznatih kao trahearni elementi. Zajedno s floemom (tkivo koje provodi šećere od lišća do ostatka biljke), ksilem se nalazi u svim vaskularnim biljkama, uključujući besjemene klupčane mahovine, paprati, preslice, kao i sve angiosperme (cvjetnice) i golosjemenjače (biljke sa sjemenkama nezatvorenim u plodnici).
Trahearni elementi ksilema sastoje se od stanica poznatih kao traheide i traheje (trachea ili “vessel”), a oba su obično uska, šuplja i izdužena. Traheide su manje specijalizirane od traheja i jedina su vrsta stanica koje provode vodu u većini golosjemenjača i vaskularnih biljaka bez sjemena. Voda koja se kreće od traheide do traheide mora proći kroz tanku modificiranu primarnu staničnu stijenku poznatu kao jamičasta membrana, koja služi za sprječavanje prolaska štetnih mjehurića zraka. Traheje su glavne stanice koje provode vodu u angiospermama (iako većina vrsta također ima traheide) i karakteriziraju ih područja u kojima nedostaju i primarne i sekundarne stanične stijenke, poznate kao perforacije. Voda relativno neometano teče iz traheje u traheju kroz ove perforacije, iako su prijelomi i prekidi zbog mjehurića zraka također vjerojatniji. Osim trahearnih elemenata, ksilemsko tkivo također sadrži vlaknaste stanice za potporu i parenhim (tanke stijenke, nespecijalizirane stanice) za skladištenje različitih tvari.
Formiranje ksilema počinje kada stanice koje se aktivno dijele rastućeg korijena i vrhova izdanaka (apikalni meristemi) daju primarni ksilem. Kod drvenastih biljaka sekundarni ksilem čini glavni dio zrele stabljike ili korijena i formira se kako biljka raste u obujmu i gradi prsten novog ksilema oko izvornog primarnog tkiva ksilema. Kada se to dogodi, primarne stanice ksilema odumiru i gube svoju provodnu funkciju, tvoreći čvrst kostur koji služi samo kao potpora biljci. Tako kod debla i starijih grana velikog stabla samo vanjski sekundarni ksilem (bjeljika) služi za provođenje vode, dok je unutarnji dio (srčica) sastavljen od mrtvog, ali strukturno jakog primarnog ksilema. U umjerenim ili hladnim klimama, starost stabla može se odrediti brojanjem godišnjih godova ksilema formiranih na dnu debla.